# Joseph Chevillon
Pour les articles homonymes, voir Chevillon.
Joseph Chevillon, né le 21 mars 1849 à Marseille (Bouches-du-Rhône) et mort le 29 avril 1910 dans la même ville, est un homme politique français.

## Biographie

### Jeunesse et études
Il est externe au lycée Thiers de Marseille entre 1856 et 1858. Il suit ensuite des études de médecine et devient docteur en médecine.

### Parcours professionnel
Il est aide-major durant la guerre franco-allemande de 1870.
Il devient conseiller municipal de Marseille en 1876, avant de devenir, quatre ans plus tard, Conseiller général. Il reste à ce poste jusqu'en 1892.
Il est élu maire d'Allauch le 20 mai 1888, réélu en 1892, 1896, 1900, 1904, 1908. Durant ses mandats de maire, il va faire en sorte de la ville a l'eau courante en 1888, créé des arrêts pour le tramway ou encore améliore l'éclairage. C'est un maire qui fut apprécié comme en témoignent des journaux régionaux.

## Vie privée
Il est le père de Frédéric Chevillon.

## Décorations
- Chevalier de la Légion d'honneur
- Chevalier de l'ordre des Palmes académiques
- Médaille commémorative de la guerre 1870–1871

## Sources
- « Joseph Chevillon », dans Adolphe Robert et Gaston Cougny, Dictionnaire des parlementaires français, Edgar Bourloton, 1889-1891 [détail de l’édition]
- « Joseph Chevillon », dans le Dictionnaire des parlementaires français (1889-1940), sous la direction de Jean Jolly, PUF, 1960 [détail de l’édition]